# Things Falling Apart
Things Falling Apart (también llamado Halo 16) es un álbum de Nine Inch Nails lanzado en 2000. Things Falling Apart es el lanzamiento oficial número 16 de la banda y es el disco de remixes de The Fragile. El sencillo promocional no oficial para "Into the Void" es también nombrado Halo 16.

## "10 Miles High"
"10 Miles High" fue escrita por Trent Reznor con instrumentación de Reznor y Keith Hillebrandt.
Esta aparece en:
- La versión en vinilo de The Fragile, pero no en las de CD o casete. Una porción de ésta está incluida entre "The Mark Has Been Made" y "Please" en la versión de CD, y es la primera canción en el tercer lado del vinilo.
- En la parte uno del sencillo de tres partes de "We're in This Together", junto con otra  Cara B que no se lanzó ni en la versión CD ni Casete de The Fragile: "The New Flesh".
- Things Falling Apart. Aquí, ésta aparece en forma de remezcla, pero la única diferencia real es el sonido de ambiente al principio, ocupando los canales izquierdo y derecho, y la infiltración de un loop de guitarra desde una parte del comienzo hasta el final del tema.

## Lista de temas

### Versión CD
| N.º | Título | Remixer(s) | Duración |  |

### Versión vinilo
| Disc one |                               |                 |          |  |
| N.º      | Título                        | Remixer(s)      | Duración |  |
| 1.       | «Slipping Away»               | Reznor, Moulder | 6:11     |  |
| 2.       | «The Great Collapse»          | Reznor, Moulder | 4:42     |  |
| 3.       | «The Wretched (Version)»      | Hillebrandt     | 5:52     |  |
| 4.       | «Starfuckers, Inc. (Version)» | Sherwood        | 5:11     |  |

| Disc two |                                 |                          |          |  |
| N.º      | Título                          | Remixer(s)               | Duración |  |
| 1.       | «The Frail (Version)»           | Benelli                  | 2:47     |  |
| 2.       | «Starfuckers, Inc. (Version)»   | Ogilvie                  | 6:06     |  |
| 3.       | «10 Miles High (Version)»       | Hillebrandt              | 5:11     |  |
| 4.       | «Metal»                         |                          | 7:05     |  |
| 5.       | «Where Is Everybody? (Version)» | Lohner, Telefon Tel Aviv | 5:07     |  |
| 6.       | «Starfuckers, Inc. (Version)»   | Clouser                  | 5:09     |  |

## Información de los temas
- "Slipping Away" es una versión remezclada de secciones excluidas del tema "Into The Void". "Into The Void," en su forma original (con lo que se convertiría en una versión intacta de "Slipping Away"), tenía una duración de nueve minutos.

- "The Great Collapse" es un outtake de The Fragile con los coros de "The Wretched".

- "Metal" es un cover de una canción de Gary Numan originalmente lanzada en su álbum The Pleasure Principle, al final de la versión se escuchan secciones reminiscentes a otros temas de Numan.

- Durante la gira de Nine Inch Nails Wave Goodbye, "Metal" ha sido interpretada junto a Numan, seguida de otros temas suyos, los cuales fueron "Cars", "I die: You die" y "Down in the park"

- Datos: Q676604